# Oskar Denger
Oskar Denger, né le 23 novembre 1916 à Montigny-les-Metz et mort en janvier 2013 à Kusel, est un écrivain allemand.

## Biographie
Oskar Denger naît le 23 novembre 1916 à Montigny-les-Metz en Lorraine annexée. Sa famille s'installe en Rhénanie-Palatinat après 1919. Après la Seconde Guerre mondiale, Denger se consacre à l'enseignement. Il reçoit en 1950 un Prix de l'académie du land de Rhénanie-Palatinat. Depuis les années 1950, Oskar Denger travaille et écrit à Kusel en Rhénanie-Palatinat.

## Publications
- Ein Mädchen in Ketten: Jeanne d'Arc's letzte Lebenstage, Videel Verlag Ohg, 2002.
- Krähen im Baum. Gedichte. Otterbach, 1996.
- Zwischenland. Gedichte. Kaiserslautern, 1995.
- Ein Schritt ins Ungewisse. Erzählungen. Kaiserslautern, 1991.
- Das Bildnis. Erzählungen. Rhodt unter Rietburg, 1989.
- Erwin Brünisholz. (1908–1943). Aquarelle und Zeichnungen, textes de Kurt Böhner, Oskar Denger und Wilhelm Weber, Verlag Pfälzer Kunst, Landau i.d. Pfalz, 1988.
- Ein Bündel im Schnee. Erzählungen. Rhodt unter Rietburg, 1987.
- Die Irre von Ozoli. Erzählungen. Landau, 1983.
- Erdentage. Gedichte. Kusel, 1981.
- Dort und hier. Gedichte. Zweibrücken 1978.
- Spuren aus so manchem Jahr. Gedichte. Kusel 1966.
- Auf stillen Wegen. Gedichte. Kusel, 1962.

## Sources
- Karlheinz Schauder :Ein pfälzischer Autor, umhaucht von Weltluft: zum 90. Geburtstag des Schriftstellers Oskar Denger, in: Neue Literarische Pfalz, 2006 (p. 30-34).
- Lutz Hagestedt: Deutsches Literatur-Lexikon das 20. Jahrhundert, vol.6 "Deeg-Dürrenfeld", Walter de Gruyter GmbH, 2004 (p.80-81).  (ISBN 9783110961102)
- Josef Zierden : LiteraturLexikon Rheinland-Pfalz, Brandes und Apsel, Frankfort-sur-le-main, 1998.